# Chris Brasher
Christopher William „Chris” Brasher (ur. 21 sierpnia 1928 w Georgetown w Gujanie Brytyjskiej, zm. 28 lutego 2003 w Chaddleworth) – brytyjski lekkoatleta, średnio- i długodystansowiec, złoty medalista olimpijski z Melbourne.
Studiował w St John’s College na Uniwersytecie Cambridge. W 1951 zwyciężył na Światowych Igrzyskach Studentów w Luksemburgu w biegu na 5000 metrów, a w biegu na 1500 metrów był drugi. Zajął 11. miejsce w finale biegu na 3000 metrów z przeszkodami na igrzyskach olimpijskich w 1952 w Helsinkach. 5 maja 1954 razem z Chrisem Chatawayem wspomogli Rogera Bannistera w pokonaniu bariery 4 minut w biegu na 1 milę dyktując tempo na 3 pierwszych okrążeniach. Odpadł w eliminacjach biegu na milę na Igrzyskach Imperium Brytyjskiego i Wspólnoty Brytyjskiej w 1954 w Vancouver.
Na igrzyskach olimpijskich w 1956 w Melbourne Brasher zwyciężył w biegu na 3000 metrów z przeszkodami (przed Sándorem Rozsnyóim z Węgier i Ernstem Larsenem z Norwegii) z czasem 8:41,2, który był nowym rekordem olimpijskim i rekordem Wielkiej Brytanii. Początkowo został zdyskwalifikowany za przepychanie się i odepchnięcie Larsena, który zajął 3. miejsce, ale potem decyzję cofnięto (Larsen i inni biegacze oświadczyli, że manewr Brashera nie miał wpływu na wynik biegu).
Po igrzyskach Brasher zakończył wyczynowe uprawianie lekkiej atletyki. Był jednym z pionierów biegu na orientację w Wielkiej Brytanii. Pracował jako dziennikarz sportowy w The Observer; był również reporterem telewizyjnym BBC. Założył firmą Sweatshop zajmującą się produkcją i dystrybucją obuwia lekkoatletycznego. Był jednym z inicjatorów powstania Maratonu Londyńskiego.
Był wicemistrzem Wielkiej Brytanii (AAA) w biegu na 2 mile z przeszkodami w 1952, a w biegu na 3000 metrów z przeszkodami był wicemistrzem w 1955 i brązowym medalistą w 1956.  
Był żonaty z tenisistką Shirley Bloomer, która m.in. zwyciężyła we French Open.